# Bruce Fordyce
Bruce Noel Stevenson Fordyce (Hong Kong, 3 dicembre 1955) è un ultramaratoneta sudafricano, noto soprattutto per aver vinto la Comrades Marathon per nove volte, di cui otto consecutive.
In carriera ha vinto anche l'Ultramaratona da Londra a Brighton per tre anni di fila ed è stato detentore dei record mondiali dei 100 km e delle 50 miglia.

## Biografia

### Vita e formazione
Nato a Hong Kong da Evan Noel e Nancy Ann (Née Stevenson), Fordyce si è trasferito con la sua famiglia a Johannesburg all'età di 13 anni. Ha completato la sua carriera scolastica alla Woodmead High School e successivamente ha frequentato l'Università del Witwatersrand,  dove ha conseguito la laurea in Arti nel 1977 e un master in Arti con lode nel 1979. Durante questo periodo è stato anche membro del Consiglio di Rappresentanza degli Studenti anti-apartheid dell'università e membro del comitato del Wits Athletic Club. Ha sposato Gillian Leigh (Née Bruce).

### Comrades Marathon
Nel 1977, quando Fordyce ha corso per la prima volta alla Comrades Marathon, si è classificato 43° su 1.678 iscritti. Si è classificato 14° nel 1978, 3° nel 1979, 2° nel 1980, ed è stato il vincitore per otto anni consecutivi senza precedenti dal 1981 al 1988; poi l'ha vinta di nuovo nel 1990. Nessun altro corridore nella storia della Comrades Marathon ha mai raggiunto questa impresa. Fordyce ha detenuto anche il tempo record per la corsa in salita (da Durban a Pietermaritzburg) e il suo record di 5:24:07 per la corsa in discesa (da Pietermaritzburg a Durban) che è rimasto per 21 anni dal 1986 fino a quando è stato battuto nel 2007 dal russo Leonid Shvetsov.
| Anno | Posizione | Tempo    | Direzione  | Medaglia   |
| ---- | --------- | -------- | ---------- | ---------- |
| 1977 | 43        | 06:45:00 | In salita  | Argento    |
| 1978 | 14        | 06:11:00 | In discesa | Argento    |
| 1979 | 3         | 05:51:15 | In salita  | Oro        |
| 1980 | 2         | 05:40:31 | In discesa | Oro        |
| 1981 | 1         | 05:37:28 | In salita  | Oro        |
| 1982 | 1         | 05:34:22 | In discesa | Oro        |
| 1983 | 1         | 05:30:12 | In salita  | Oro        |
| 1984 | 1         | 05:27:18 | In discesa | Oro        |
| 1985 | 1         | 05:37:01 | In salita  | Oro        |
| 1986 | 1         | 05:24:07 | In discesa | Oro        |
| 1987 | 1         | 05:37:01 | In salita  | Oro        |
| 1988 | 1         | 05:27:42 | In salita  | Oro        |
| 1990 | 1         | 05:40:25 | In salita  | Oro        |
| 1991 | 328       | 06:57:02 | In discesa | Argento    |
| 1994 | 19        | 06:01:54 | In salita  | Argento    |
| 1995 | 2232      | 08:42:48 | In discesa | Bronzo     |
| 1996 | 329       | 06:59:30 | In salita  | Argento    |
| 2000 | 2691      | 08:41:11 | In salita  | Bill Rowan |
| 2001 | 2790      | 08:50:52 | In discesa | Bill Rowan |
| 2002 | 4252      | 09:48:46 | In salita  | Bronzo     |
| 2003 | 2784      | 08:53:12 | In discesa | Bill Rowan |
| 2004 | 3088      | 09:26:02 | In salita  | Bronzo     |
| 2005 | 2311      | 08:45:20 | In discesa | Bill Rowan |
| 2006 | 3596      | 09:41:11 | In salita  | Bronzo     |
| 2007 | 3861      | 09:48:18 | In discesa | Bronzo     |
| 2008 | 3710      | 10:07:33 | In salita  | Bronzo     |
| 2009 | 3818      | 09:48:21 | In discesa | Bronzo     |
| 2010 | 965       | 07:55:03 | In discesa | Bill Rowan |
| 2011 | 488       | 07:30:31 | In salita  | Bill Rowan |
| 2012 | 1099      | 08:06:10 | In discesa | Bill Rowan |

Bruce, così, ha completato 30 Comrades Marathons, compreso il notevole risultato di tempi identici nel 1985 e 1987. Nel 2011 ha puntato alla medaglia d'argento, ma l'ha mancata di 31 secondi (con un tempo di arrivo di 7 ore, 30 minuti e 31 secondi).

### Ultramaratona da Londra a Brighton
Fordyce ha vinto l'ultramaratona da Londra a Brighton per 3 anni consecutivi dal 1981 al 1983.

### Detentore del record mondiale
Fordyce è stato il detentore del record mondiale delle 50 miglia dal 1983, quando ha percorso la distanza in 4 ore, 50 minuti e 51 secondi durante l'ultramaratona da Londra a Brighton di 53 miglia e 1082 iarde fino a quando il record è stato battuto da Jim Walmsley il 5 maggio 2019. Fordyce detiene il record delle 50 miglia per la All Comers Race degli Stati Uniti ed è l'ex detentore del record mondiale dei 100 km (nel 1989, l'anno in cui ha saltato la Comrades Marathon).

### Attivismo politico
Fordyce era fortemente anti-apartheid. Alla sua prima vittoria nel 1981 indossava una fascia nera al braccio per protestare contro le celebrazioni del 20º anniversario della repubblica dell'apartheid, attirando fischi e persino qualche pomodoro marcio lanciato da un compagno di corsa. Fordyce ha rivendicato questa protesta come "uno dei momenti più orgogliosi della mia vita".

### Libri, giornalismo e speaker motivazionale
Oltre ad aver scritto due libri sulla Comrades Marathon, Fordyce è stato anche editorialista sportivo per vari giornali e riviste, ma anche commentatore televisivo della SABC per l'evento del 2014. È anche uno speaker motivazionale e amministratore delegato del South African Sports Trust.
Fordyce ha inoltre introdotto gli eventi podistici di parkrun in Sudafrica. Si tratta di una serie di eventi settimanali di corsa di 5 km ad ingresso libero. Dal 1º settembre 2018 ci sono 158 eventi di parkrun in Sudafrica.

## Riconoscimenti
Nel 2004 è stato votato 64° nella Top 100 Great South Africans.
Nel 2007 gli è stato conferito un dottorato ad honorem dall'Università del Witwatersrand.